# Cheloneae
Cheloneae Benth., 1846 è una tribù di piante angiosperme appartenenti alla famiglia delle Plantaginaceae.

## Etimologia
Il nome della tribù deriva dal suo genere tipo Chelone L., 1753 che a sua volta deriva dalla parola greca "khelônê" (= testuggine, tartaruga) e fa riferimento alla corolla dei fiori di questo genere che è simile al carapace di una tartaruga (Chelona era anche una ninfa Oreade che viveva sul monte Khelydorea, in Arcadia).
Il nome scientifico della tribù è stato definito dal botanico inglese George Bentham (1800 - 1884) nella pubblicazione "Prodromus Systematis Naturalis Regni Vegetabilis ... (DC.) - 10: 188, 298. 8 Apr 1846" del 1846.

## Descrizione

### Portamento
Il portamento delle specie di questa tribù è erbaceo annuale (in Collinsia e Tonella) o perenne anche subarbustivo o decisamente arbustivo (suffrutescente). Queste piante possono essere glabre oppure pubescenti-ghiandolose o anche densamente villose. I fusti in genere sono eretti e con sezione quadrangolare a causa della presenza di fasci di collenchima posti nei quattro vertici, mentre le quattro facce sono concave (sono rotondi in Uroskinnera).

### Foglie

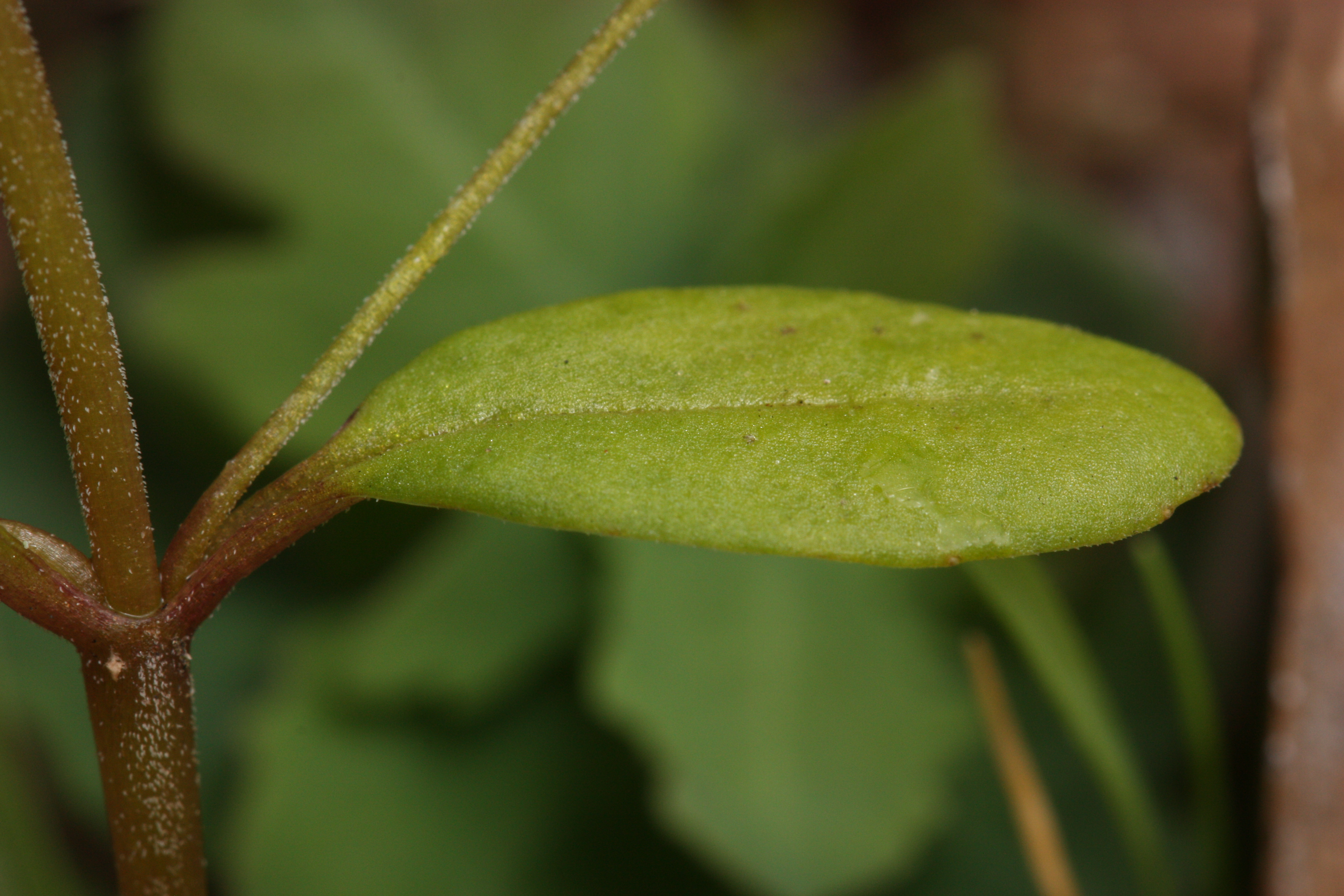
Le foglie
Collinsia parviflora

Le foglie, sessili o picciolate, lungo il caule sono disposte in modo opposto; in rosette basali in Chionophila; verticillate nella zona dell'infiorescenza in Tonella. La lamina ha delle forme da lineari-filiformi a lanceolato-lineari o lanceolato-ovoidi con apice acuminato. In Uroskinnera sono ellittico-oblunghe con venature pennate. In Tonella sono pennatosette, quasi trifogliate. I bordi sono interi o da dentati a seghettati. La base è cordata o arrotondata.

### Infiorescenza

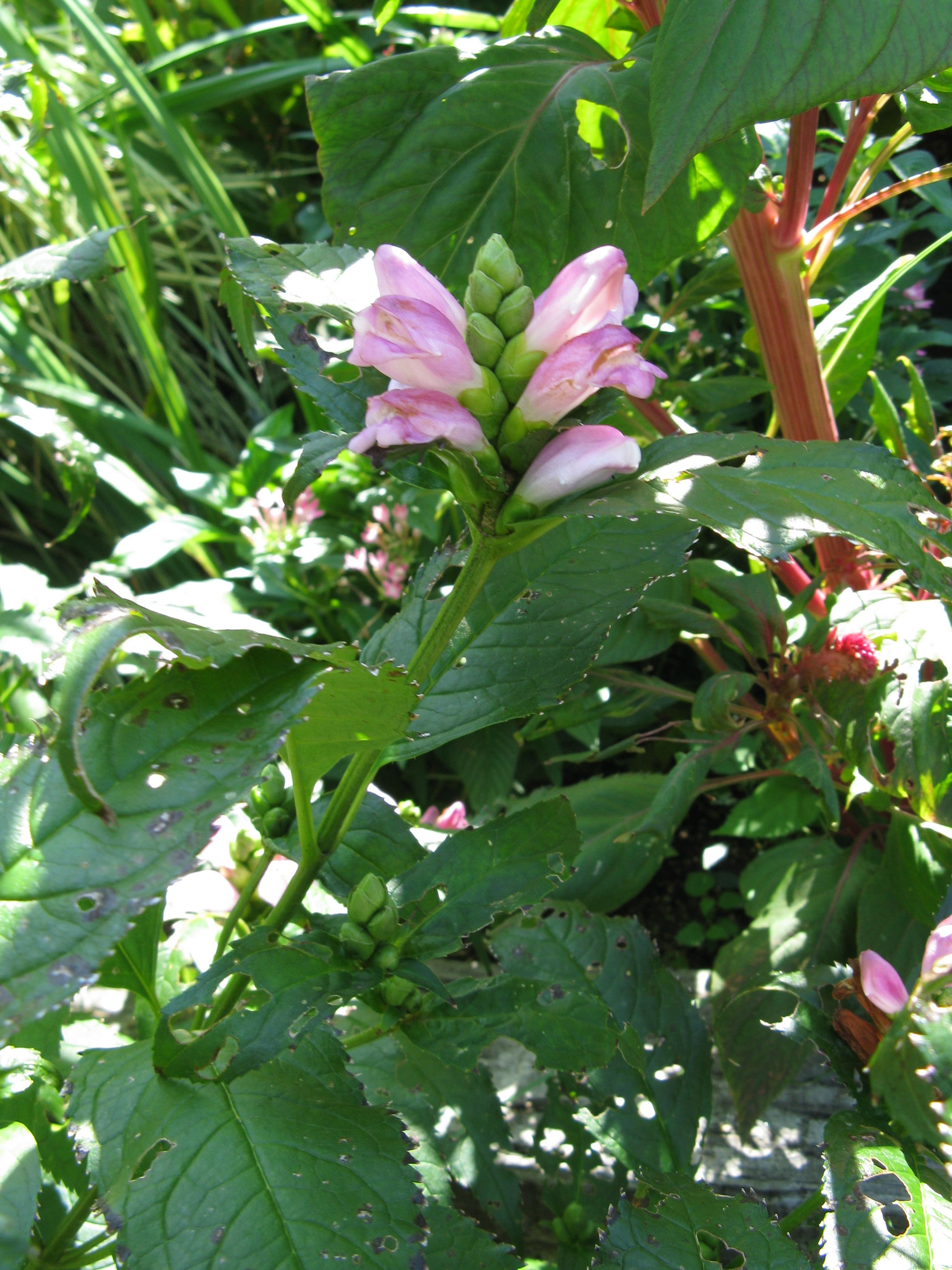
Infiorescenza
Chelone lyonii

Le infiorescenze, delle dense spighe o pannocchie, per lo più sono di tipo tirsoide, generalmente sono cimose, raramente sono racemose. Le bratteole possono essere presenti oppure no. I fiori sono subsessili o pedicellati.

### Fiori

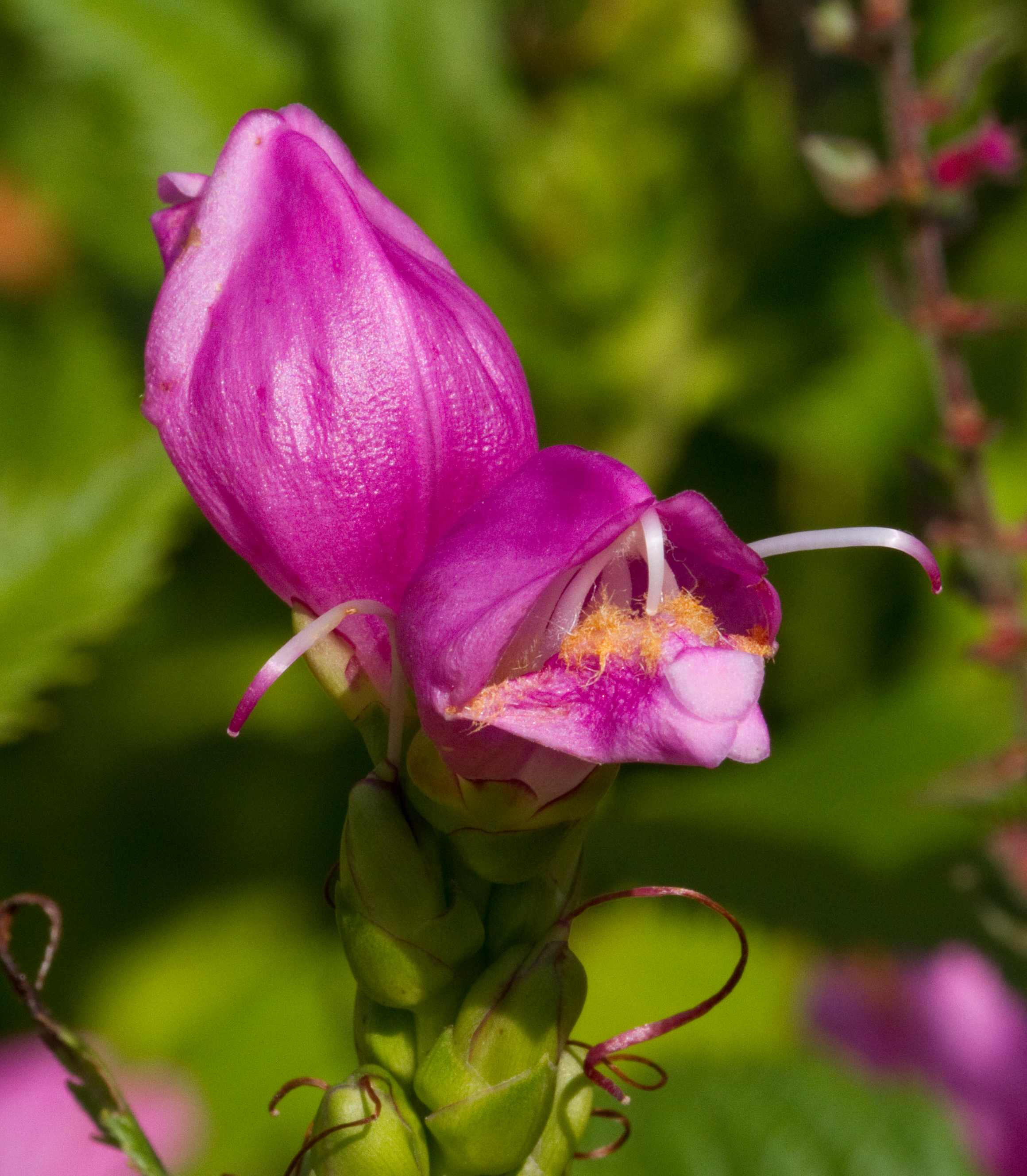
I fiori
Chelone obliqua

I fiori sono ermafroditi, zigomorfi e tetraciclici (ossia formati da 4 verticilli: calice– corolla – androceo – gineceo) e tetrameri (i verticilli del perianzio hanno 4 elementi).
- Formula fiorale:

X o * K (4-5), [C (4) o (2+3), A 2+2 o 2], G (2), capsula.
- Il calice, tuboloso o campanulato, più o meno attinomorfo e gamosepalo, è profondamente pentalobato con lobi subuguali. I lobi hanno delle forme più o meno lanceolate.

- La corolla, gamopetala e tubolare (allungata in Uroskinnera), è del tipo bilabiata con 4 - 5 lobi in genere patenti; a volte è personata (con un rigonfiamento che nasconde le fauci) oppure con almeno una sporgenza abassiale. In sezione trasversale a volte si presenta con forme triangolari. La parte interna inferiore delle fauci è lanosa oppure glabra a seconda della specie. Il labbro superiore è ben arcuato ed ha la forma di un casco; quello inferiore a volte ha i lobi riflessi. In Collinsia il lobo centrale del labbro inferiore forma una sacca nella quale sono racchiusi lo stilo e gli stami. In Tonella la corolla è subruotata. Il colore della corolla è blu, rosso, rosa-purpureo, bianco o lavanda.

- L'androceo è formato da 4 stami didinami tutti fertili; un quinto, mediano, è ridotto ad uno staminoide oppure è decisamente mancante (Penstemon). I filamenti sono adnati alla corolla e inclusi (sporgenti in Tonella); la loro base spesso è ricoperta da tricomi nettariferi, mentre il resto dei filamenti è da lanosi o pubescenti a glabri (lo staminoide normalmente è glabro). Le antere, lanose o glabre, sono biloculari con due logge o teche distinte ma confluenti all'apice e con base più o meno sagittata; la deiscenza è longitudinale attraverso due fessure. I granuli pollinici sono tricolporati.

- Il gineceo è bicarpellare (sincarpico - formato dall'unione di due carpelli connati). L'ovario è supero con placentazione assile e forme da ovoidi a conico-globose. Gli ovuli per loculo sono numerosi, hanno un solo tegumento e sono tenuinucellati (con la nocella, stadio primordiale dell'ovulo, ridotta a poche cellule).[11]. Lo stilo ha uno stigma da capitato a bilobo. Il disco nettarifero è distinto e presente.

### Frutti
I frutti sono delle capsule septicide o loculicide. I semi (da numerosi a pochi - almeno uno per loculo) hanno delle forme piatte e sono distintamente alati.

## Biologia
Le specie di questo raggruppamento si riproducono per impollinazione tramite insetti quali imenotteri, lepidotteri o ditteri (impollinazione entomogama), ovvero tramite il vento (impollinazione anemogama) oppure tramite colibrì (impollinazione ornitogama)..
La dispersione dei semi avviene inizialmente a causa del vento (dispersione anemocora); una volta caduti a terra sono dispersi soprattutto da insetti tipo formiche (mirmecoria).

## Distribuzione e habitat
La distribuzione delle specie di questo gruppo è soprattutto relativa all'America del Nord con habitat vari (subtropicali, temperati, alpini e altro).

## Tassonomia
La famiglia Plantaginaceae comprende 12 tribù, 105 generi e oltre 1 800 specie.
La circoscrizione della famiglia, secondo i vari Autori, ha subito notevoli cambiamenti nel corso del tempo passando dal contenere due soli generi (Plantago e Littorella) agli attuali cento e più individuati con i nuovi sistemi di classificazione filogenetica (classificazione APG). La tribù di questa voce fino a poco tempo fa era circoscritta nella famiglia Veronicaceae o Scrophulariaceae a seconda dei vari Autori.

### Generi
La tribù comprende 9 generi e oltre 300 specie:
- Chelone L. (6 spp.)
- Chionophila Benth. (2 spp.)
- Collinsia Nutt. (24 spp.)
- Keckiella Straw. (7 spp.)
- Nothochelone (A. Gray) Straw (1 sp.)
- Pennellianthus Crosswh. (1 sp.)
- Penstemon Schmidel (281 spp.)
- Tonella Nutt. ex A. Gray (2 spp.)
- Uroskinnera Lindl. (4 spp.)

### Filogenesi

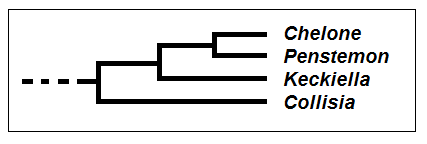
Cladogramma della tribù

La tribù Cheloneae in base a studi molecolari di tipo filogenetico risulta "gruppo fratello" della tribù Russelieae (con i generi Russelia e Tetranema). Per la circoscrizione della tribù Cheloneae sono stati presi in considerazione soprattutto i caratteri relativi all'infiorescenza, alla forma dello staminoide, alla morfologia del polline e alle caratteristiche della pubescenza, oltre naturalmente ai dati molecolari.
Il cladogramma a lato con alcuni generi della tribù, tratto dallo studio citato, dimostra l'attuale conoscenza della struttura della tribù.

### Alcune specie

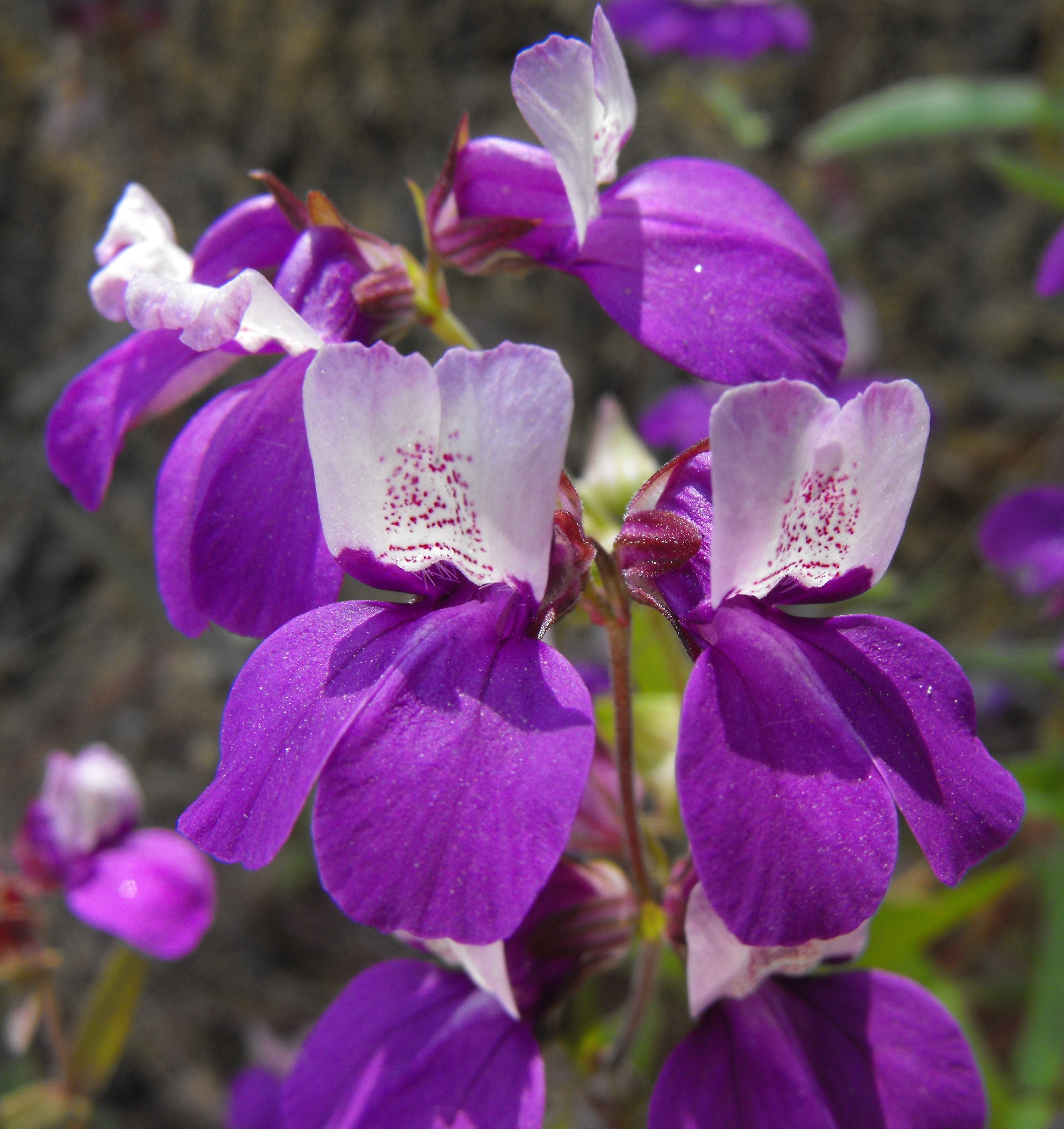
Collinsia heterophylla
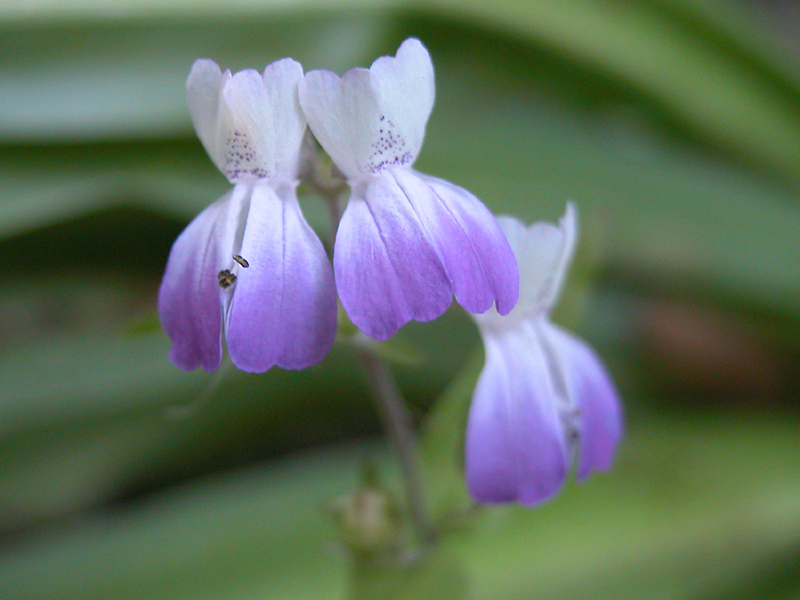
Collinsia multicolor
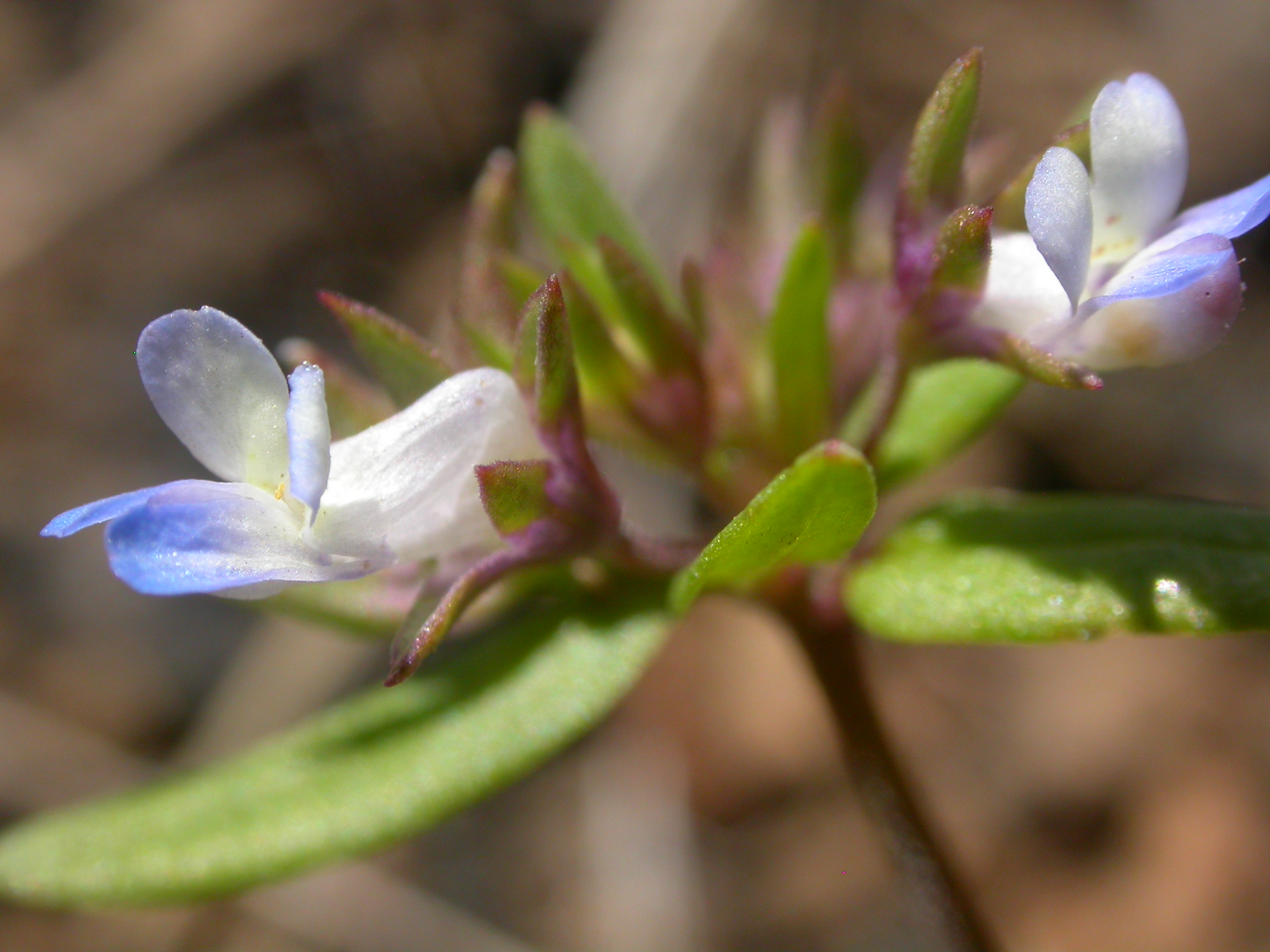
Collinsia parviflora
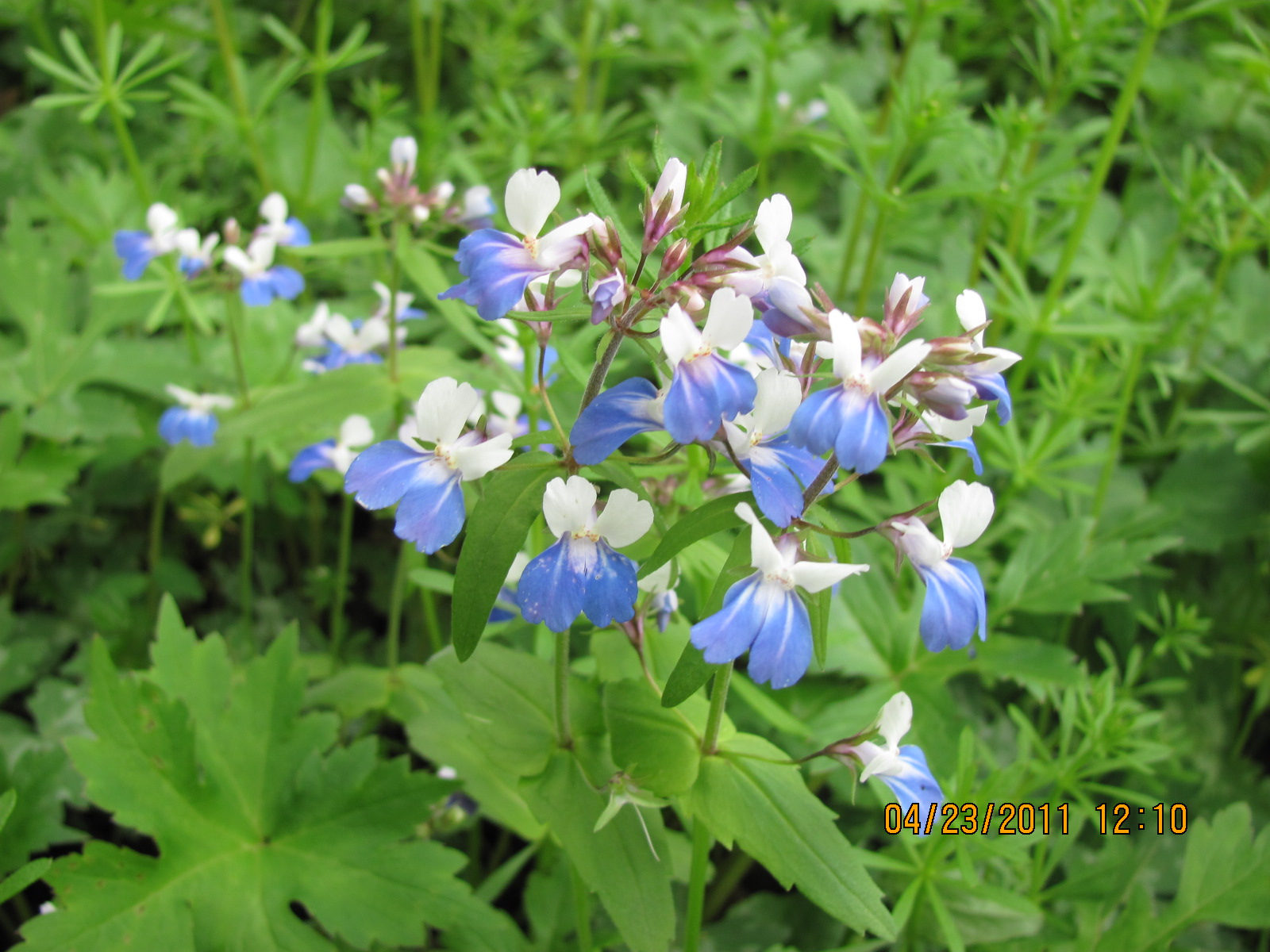
Collinsia verna
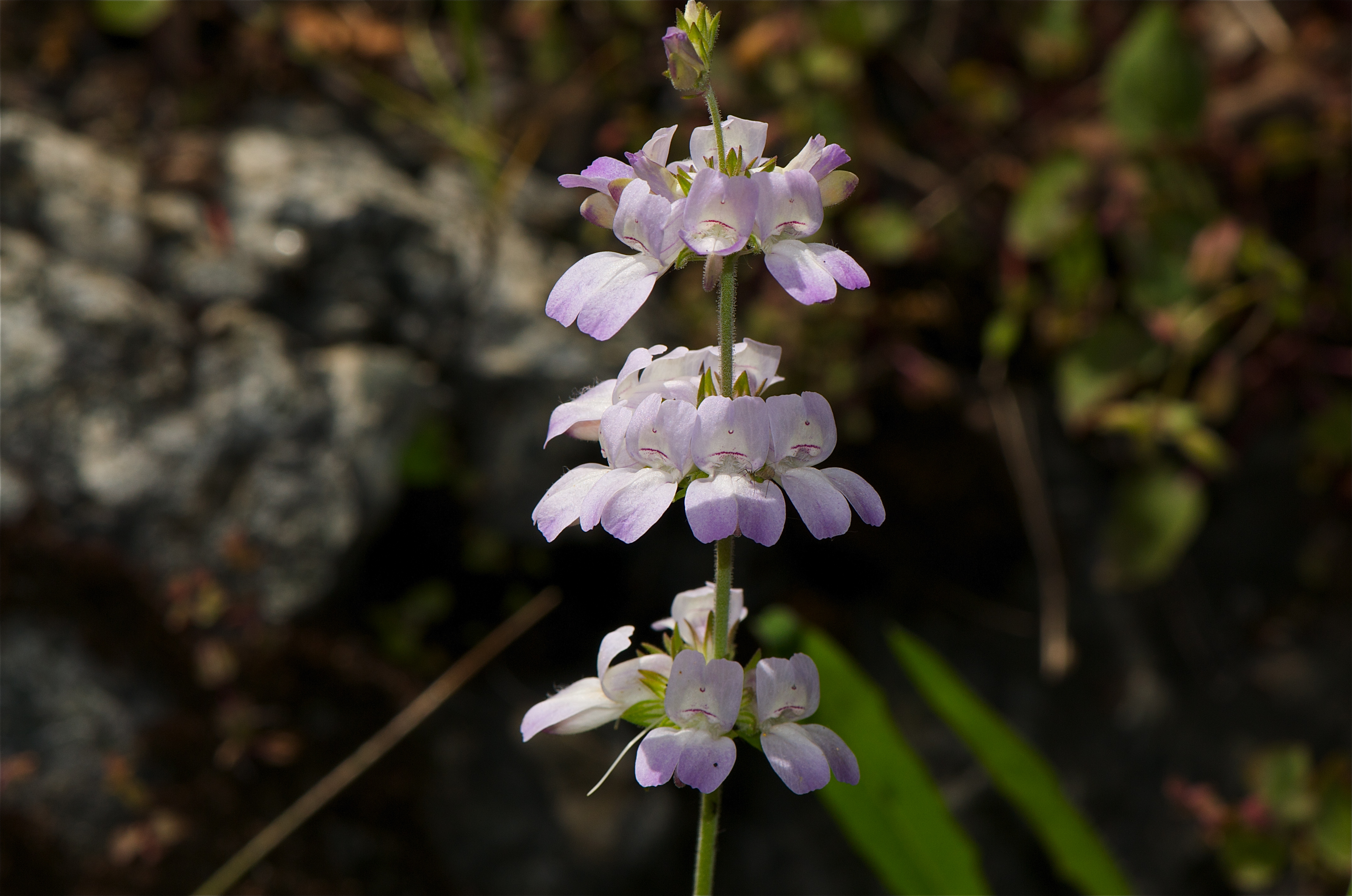
Collinsia bartsiifolia
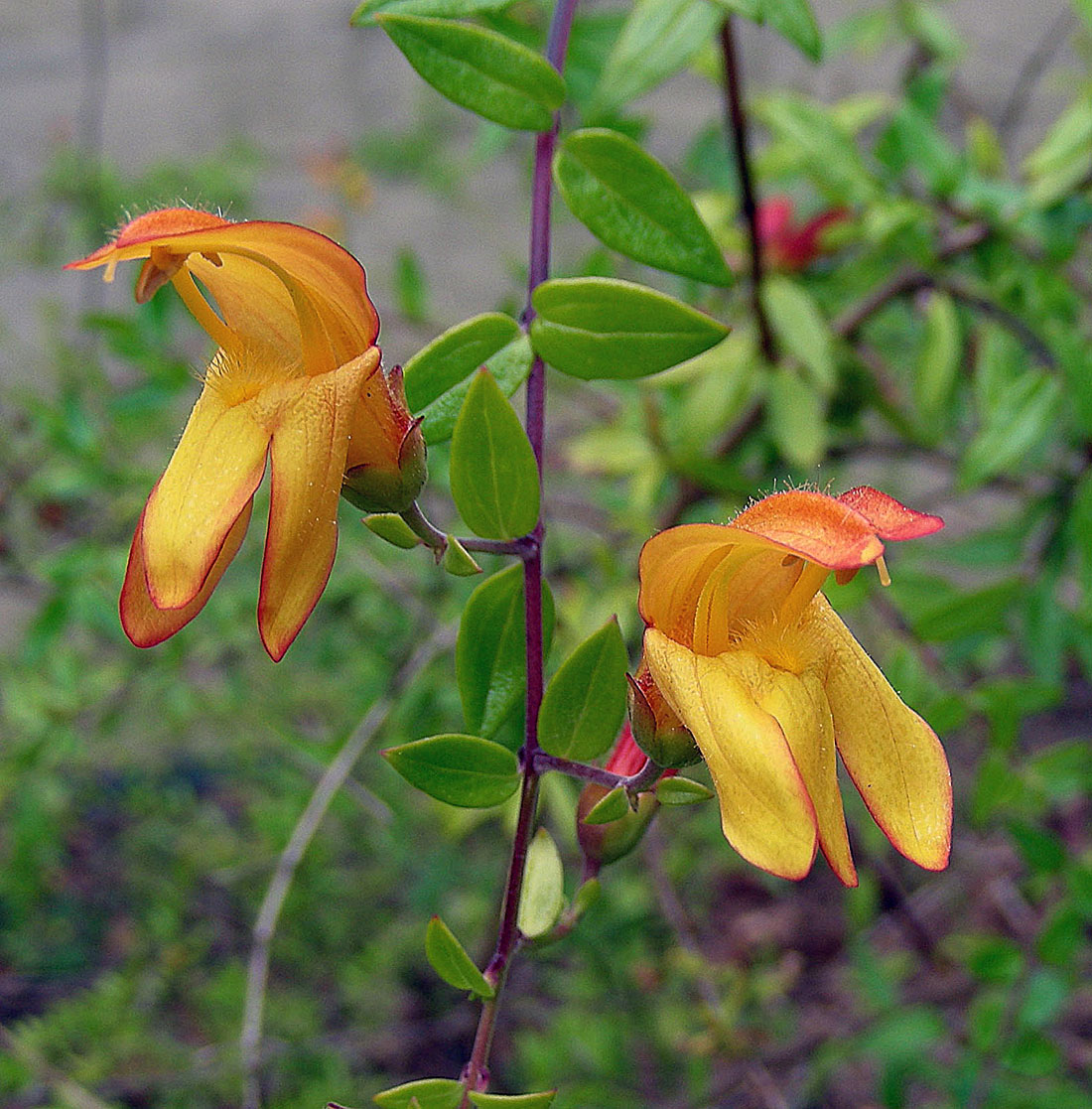
Keckiella antirrhinoides
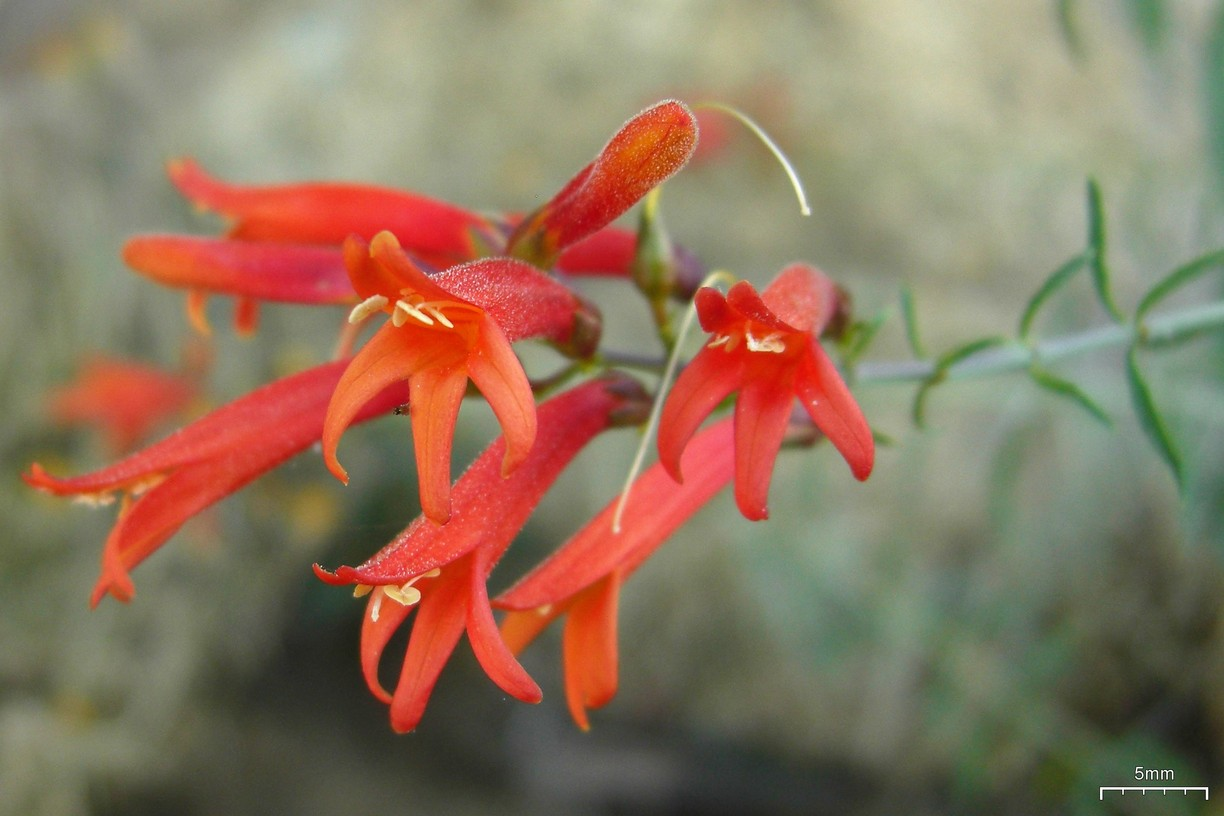
Keckiella ternata
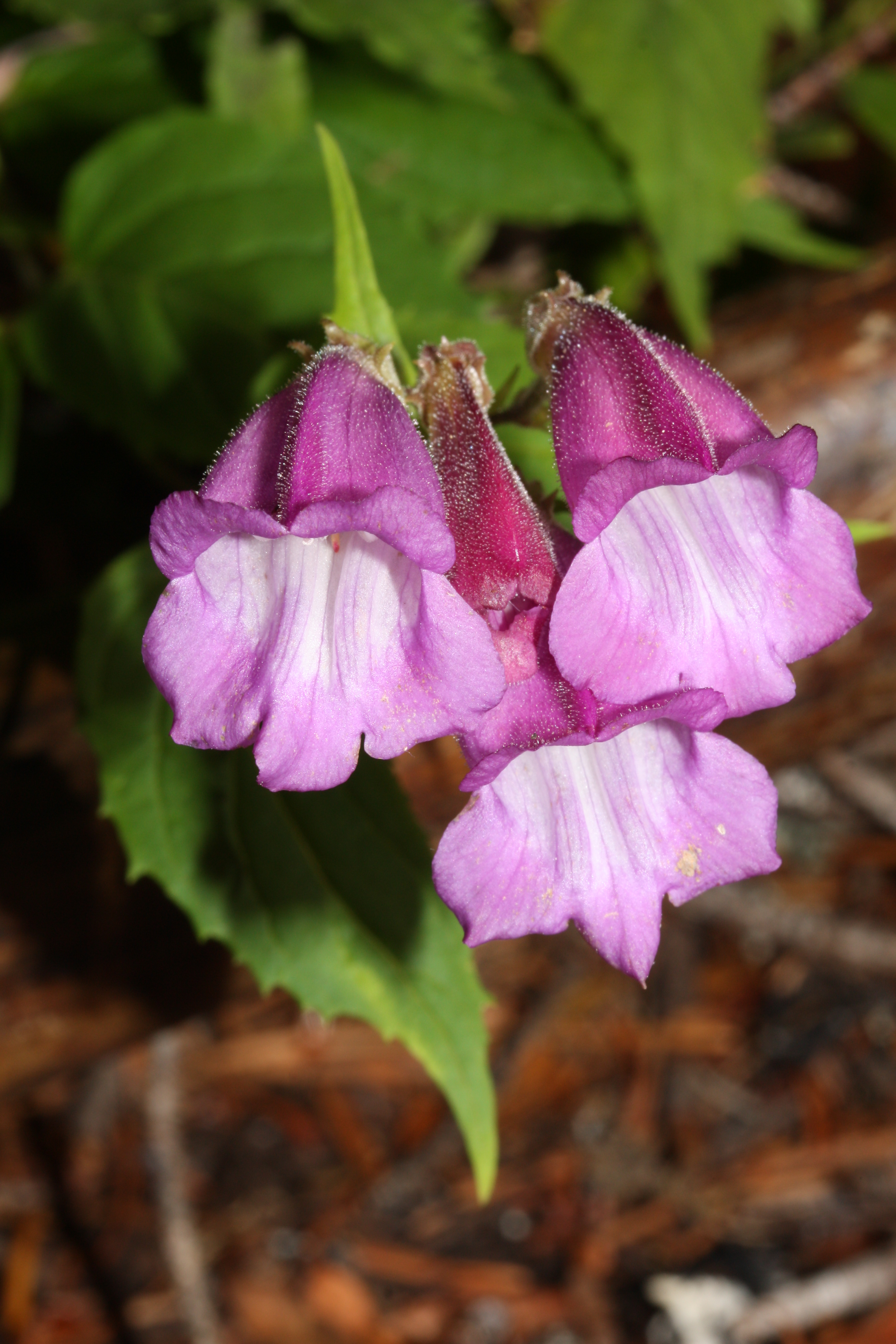
Nothochelone nemorosa
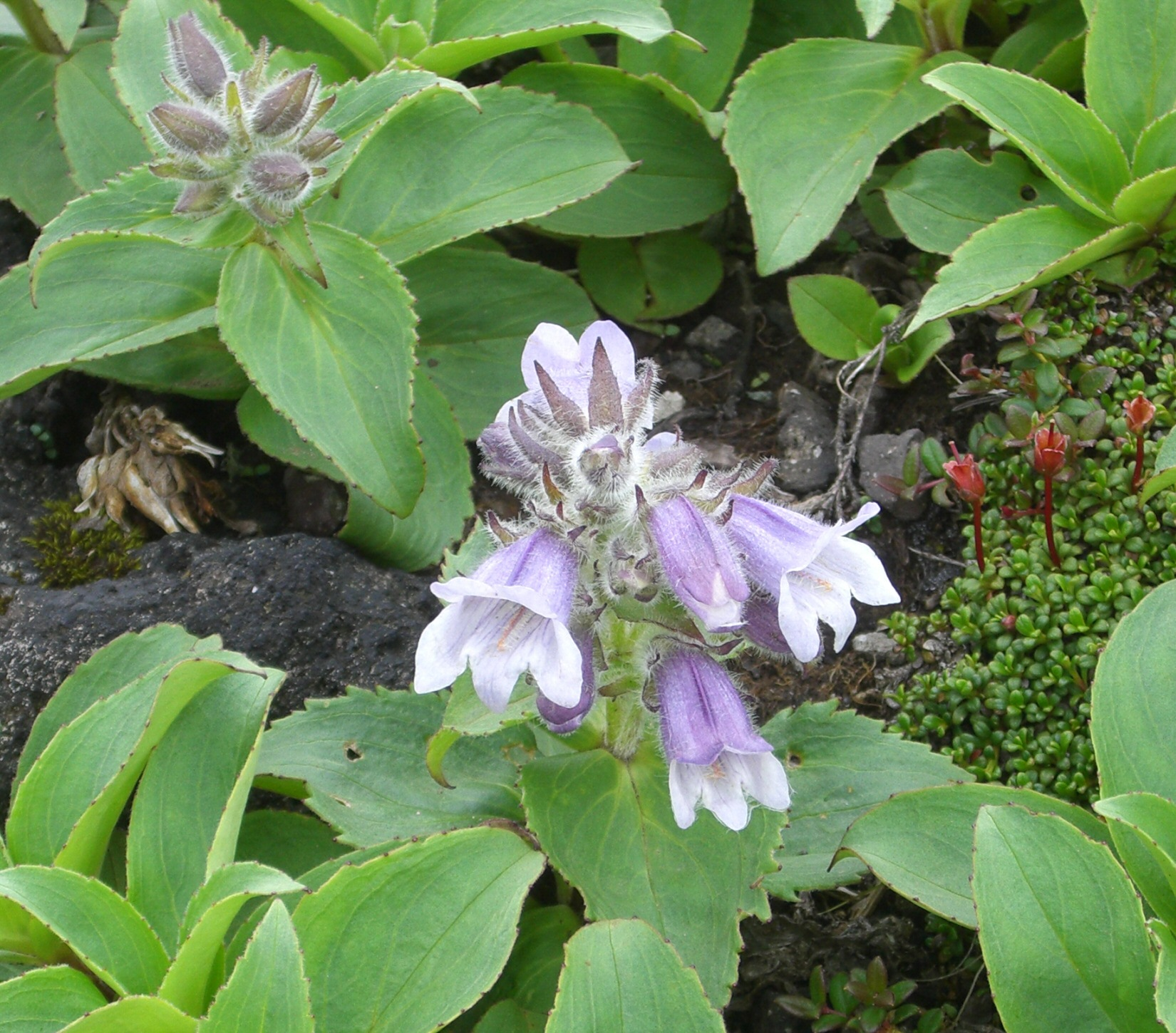
Pennellianthus frutescens
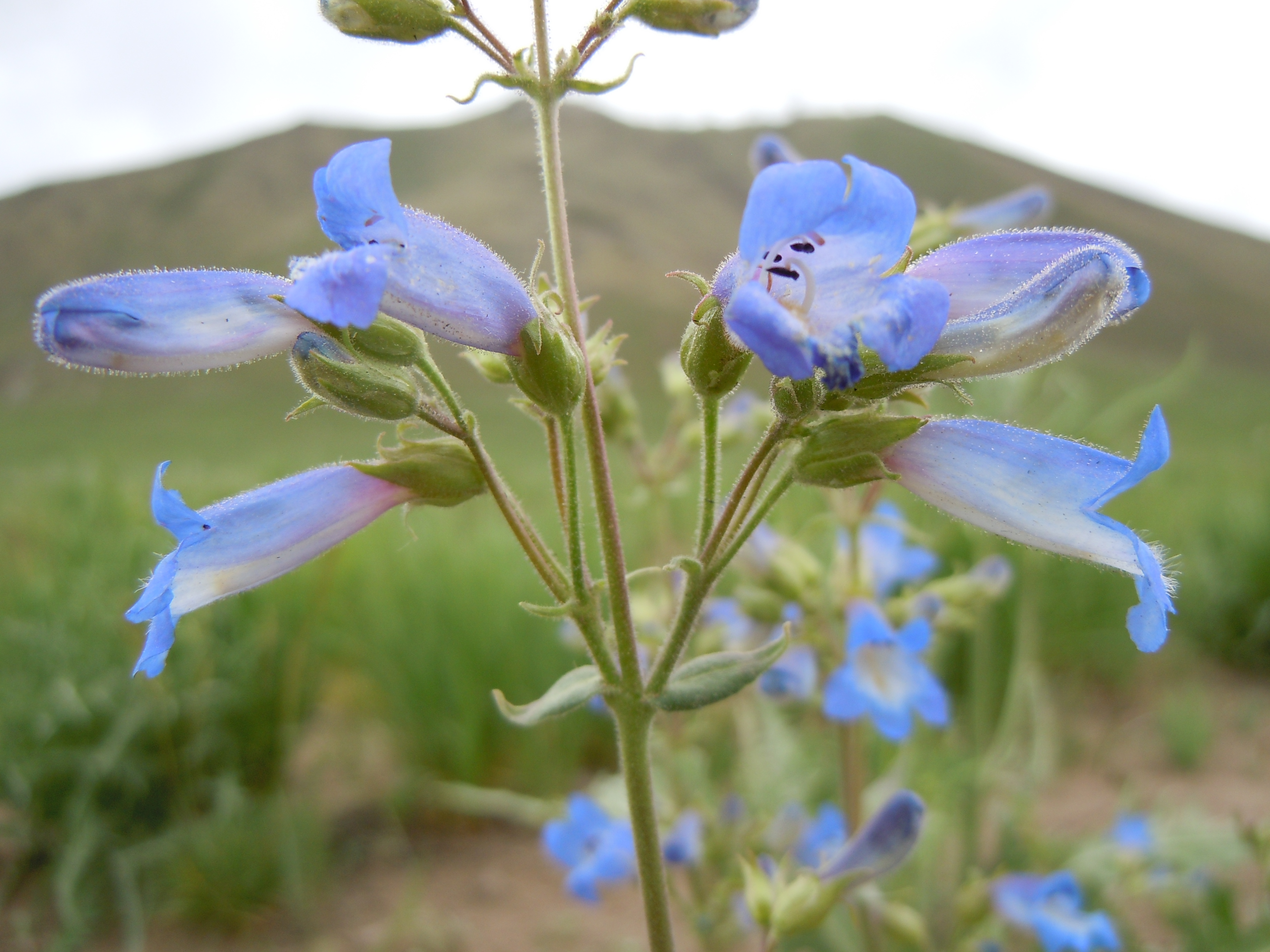
Penstemon radicosus
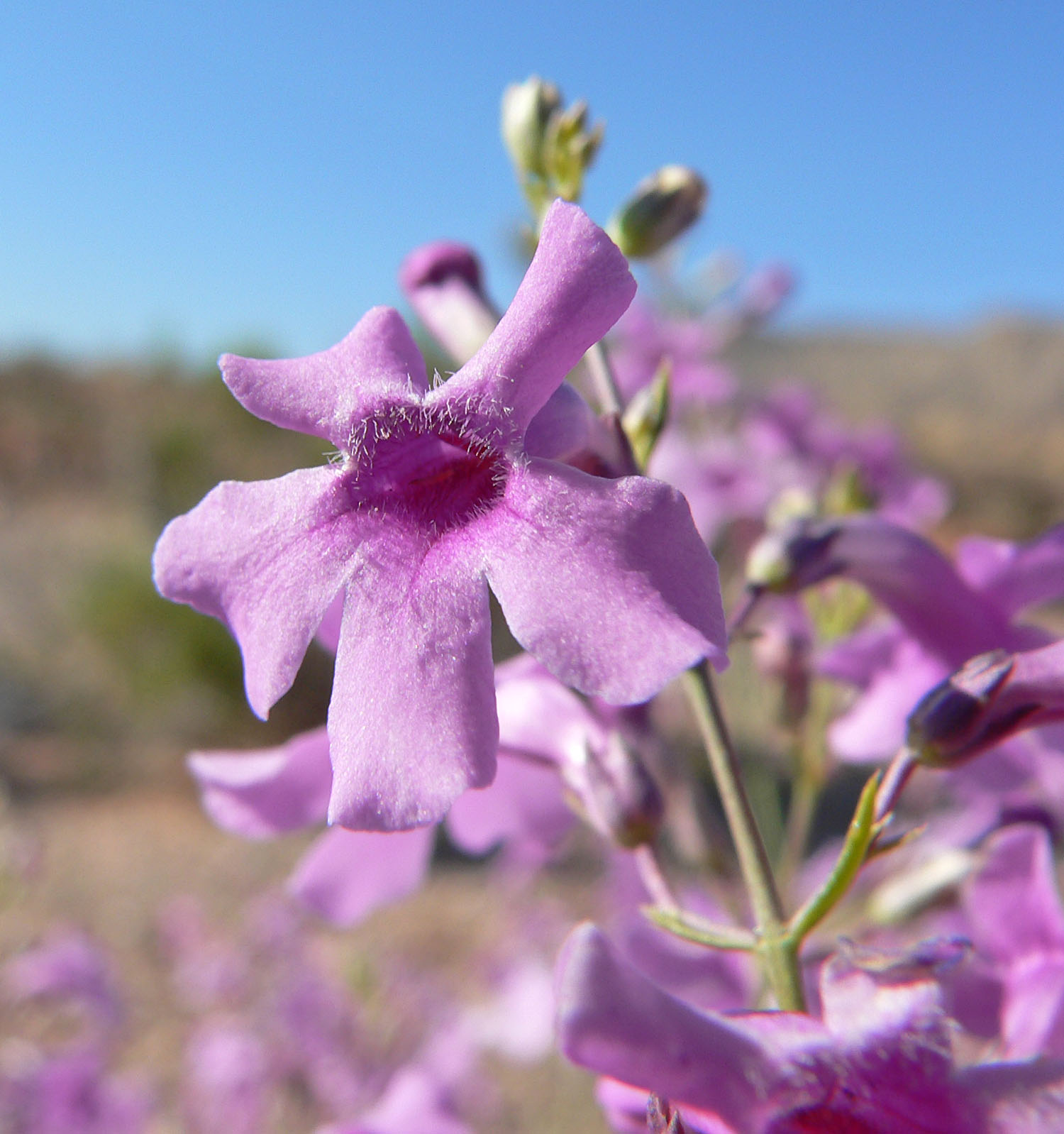
Penstemon ambiguus
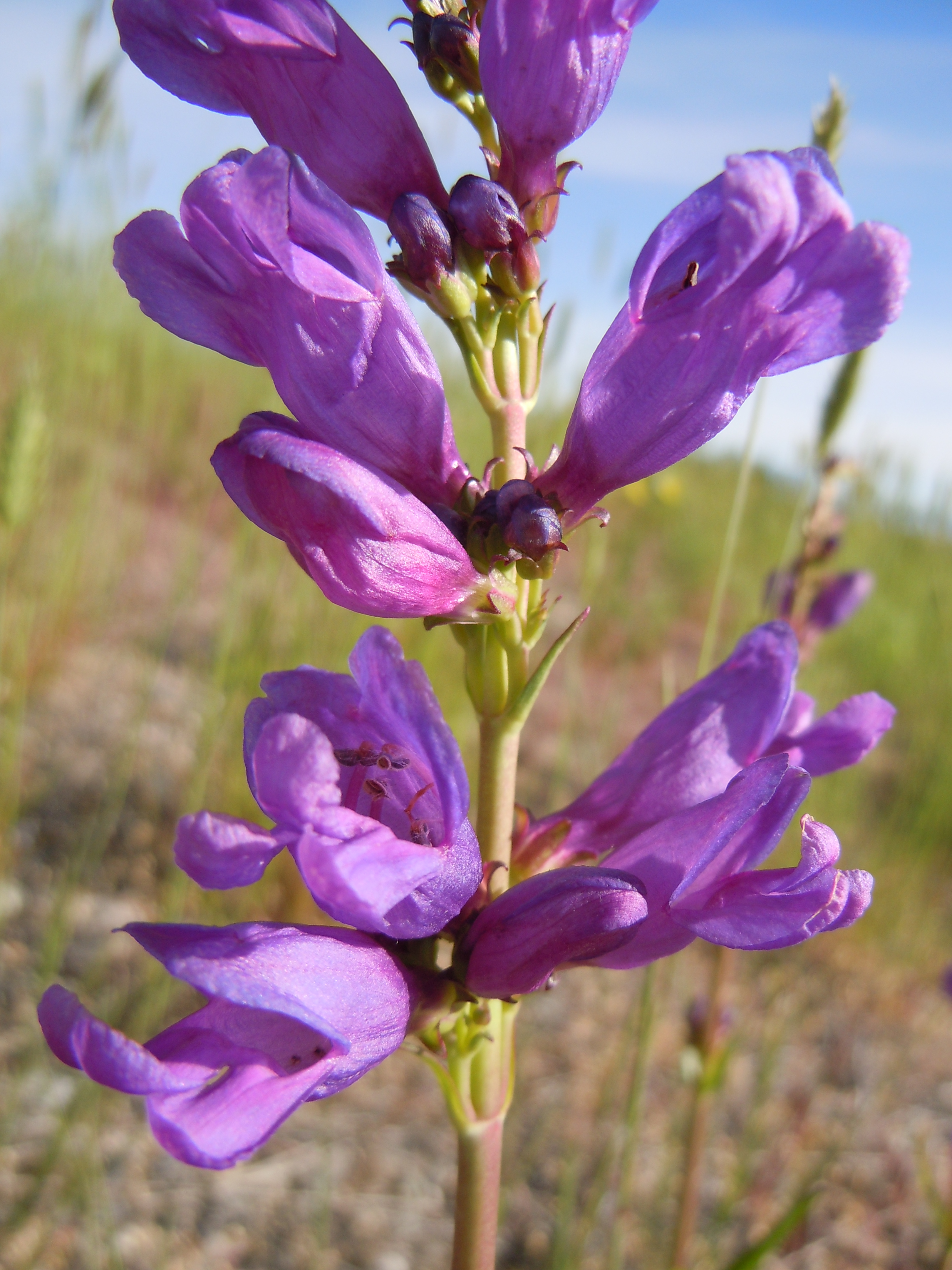
Penstemon cyananthus
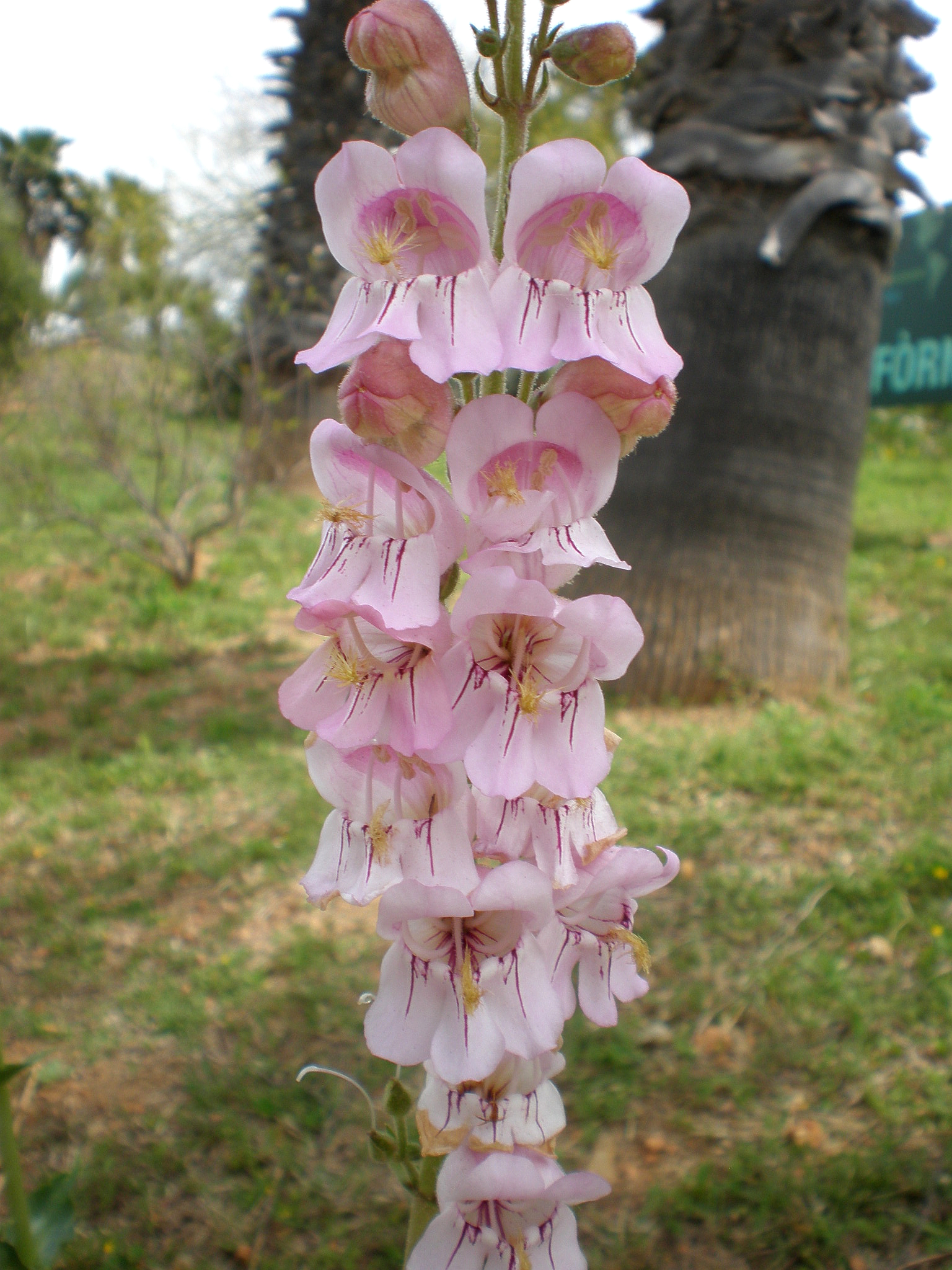
Penstemon palmeri